# Schmalspurbahn Bydgoszcz–Koronowo
| Brücke über die Brda (Brahe) bei Koronowo |                     |                                                                 |                                                                 |
| Streckenlänge: | 24,2 km             |                                                                 |                                                                 |
| Spurweite: | 600 mm (Schmalspur) |                                                                 |                                                                 |
| |                     |                                                                 |                                                                 |
| \| \| 0,0 \| Bydgoszcz Wąskotorowa (Bromberg/Bromberg Kreisbahn[1]) \| Bydgoszcz Wąskotorowa (Bromberg/Bromberg Kreisbahn[1]) \| \| \| \| Bydgoszcz–Nakło nad Notecią (Bromberg–Nakel) \| \| \| \| \| Bydgoszcz–Inowrocław (Hohensalza–Bromberg) \| \| \| \| \| Bydgoszcz–Szubin (Bromberg–Schubin) \| \| \| \| 1,2 \| Czyżkówko (1943 Jägerhof) \| Czyżkówko (1943 Jägerhof) \| \| \| 2,6 \| Czyżkówko Las (1943 Jägerhof Wald) \| Czyżkówko Las (1943 Jägerhof Wald) \| \| \| 4,5 \| Opławiec (Oplawitz/Plawitz) \| Opławiec (Oplawitz/Plawitz) \| \| \| 7,3 \| Smukała (Mühlthal/Mühltal (Kr Bromberg)) \| Smukała (Mühlthal/Mühltal (Kr Bromberg)) \| \| \| \| nach Maksymilianowo (Maxtal) \| \| \| \| 9,2 \| Tryszczyn (Trischen) \| Tryszczyn (Trischen) \| \| \| 12,3 \| Morzewiec (Marthashausen/Martashausen) \| Morzewiec (Marthashausen/Martashausen) \| \| \| \| nach Kasprowo (Kasprowo/Kaspershof) \| \| \| \| 15,0 \| Wtelno (Wtelno/Wittelskirch) \| Wtelno (Wtelno/Wittelskirch) \| \| \| \| von Trzemiętowo (Haltenau) \| \| \| \| 17,5 \| Gościeradz (Goscieradz/Schmiedenau) \| Gościeradz (Goscieradz/Schmiedenau) \| \| \| 19,1 \| Kopalnia (Moltke Grube/Moltkegrube) \| Kopalnia (Moltke Grube/Moltkegrube) \| \| \| \| Stopka \| \| \| \| 21,7 \| Okole (1943 Kollenbach) \| Okole (1943 Kollenbach) \| \| \| \| Brda (Brahe) \| \| \| \| \| Verbindung zum Normalspurbahnhof \| \| \| \| \| Koronowo (Crone (Brahe)/Krone (Brahe)) \| \| \| \| 24,2 \| Koronowo Wąskotorowe (Crone a.d. Brahe/Krone (Brahe) Kreisbahn) \| Koronowo Wąskotorowe (Crone a.d. Brahe/Krone (Brahe) Kreisbahn) \| \| \| \| nach Tuchola (Tuchel) \| \| |                     |                                                                 |                                                                 |
| Kopfbahnhof Streckenanfang (Strecke außer Betrieb) | 0,0                 | Bydgoszcz Wąskotorowa (Bromberg/Bromberg Kreisbahn)             | Bydgoszcz Wąskotorowa (Bromberg/Bromberg Kreisbahn)             |
| Kreuzung geradeaus unten (Strecke geradeaus außer Betrieb) |                     | Bydgoszcz–Nakło nad Notecią (Bromberg–Nakel)                    | Bydgoszcz–Nakło nad Notecią (Bromberg–Nakel)                    |
| Kreuzung geradeaus unten (Strecke geradeaus außer Betrieb) |                     | Bydgoszcz–Inowrocław (Hohensalza–Bromberg)                      | Bydgoszcz–Inowrocław (Hohensalza–Bromberg)                      |
| Kreuzung geradeaus unten (Strecke geradeaus außer Betrieb) |                     | Bydgoszcz–Szubin (Bromberg–Schubin)                             | Bydgoszcz–Szubin (Bromberg–Schubin)                             |
| Bahnhof (Strecke außer Betrieb) | 1,2                 | Czyżkówko (1943 Jägerhof)                                       | Czyżkówko (1943 Jägerhof)                                       |
| Haltepunkt / Haltestelle (Strecke außer Betrieb) | 2,6                 | Czyżkówko Las (1943 Jägerhof Wald)                              | Czyżkówko Las (1943 Jägerhof Wald)                              |
| Haltepunkt / Haltestelle (Strecke außer Betrieb) | 4,5                 | Opławiec (Oplawitz/Plawitz)                                     | Opławiec (Oplawitz/Plawitz)                                     |
| Bahnhof (Strecke außer Betrieb) | 7,3                 | Smukała (Mühlthal/Mühltal (Kr Bromberg))                        | Smukała (Mühlthal/Mühltal (Kr Bromberg))                        |
| Abzweig geradeaus und nach rechts (Strecke außer Betrieb) |                     | nach Maksymilianowo (Maxtal)                                    | nach Maksymilianowo (Maxtal)                                    |
| Haltepunkt / Haltestelle (Strecke außer Betrieb) | 9,2                 | Tryszczyn (Trischen)                                            | Tryszczyn (Trischen)                                            |
| Bahnhof (Strecke außer Betrieb) | 12,3                | Morzewiec (Marthashausen/Martashausen)                          | Morzewiec (Marthashausen/Martashausen)                          |
| Abzweig geradeaus und nach links (Strecke außer Betrieb) |                     | nach Kasprowo (Kasprowo/Kaspershof)                             | nach Kasprowo (Kasprowo/Kaspershof)                             |
| Haltepunkt / Haltestelle (Strecke außer Betrieb) | 15,0                | Wtelno (Wtelno/Wittelskirch)                                    | Wtelno (Wtelno/Wittelskirch)                                    |
| Abzweig geradeaus und von links (Strecke außer Betrieb) |                     | von Trzemiętowo (Haltenau)                                      | von Trzemiętowo (Haltenau)                                      |
| Bahnhof (Strecke außer Betrieb) | 17,5                | Gościeradz (Goscieradz/Schmiedenau)                             | Gościeradz (Goscieradz/Schmiedenau)                             |
| Haltepunkt / Haltestelle (Strecke außer Betrieb) | 19,1                | Kopalnia (Moltke Grube/Moltkegrube)                             | Kopalnia (Moltke Grube/Moltkegrube)                             |
| Haltepunkt / Haltestelle (Strecke außer Betrieb) |                     | Stopka                                                          | Stopka                                                          |
| Haltepunkt / Haltestelle (Strecke außer Betrieb) | 21,7                | Okole (1943 Kollenbach)                                         | Okole (1943 Kollenbach)                                         |
| Brücke über Wasserlauf (Strecke außer Betrieb) |                     | Brda (Brahe)                                                    | Brda (Brahe)                                                    |
| Abzweig geradeaus und nach links (Strecke außer Betrieb) · Abzweig geradeaus und von rechts (Strecke außer Betrieb) |                     | Verbindung zum Normalspurbahnhof                                | Verbindung zum Normalspurbahnhof                                |
| Bahnhof (Strecke außer Betrieb) · Strecke (außer Betrieb) |                     | Koronowo (Crone (Brahe)/Krone (Brahe))                          | Koronowo (Crone (Brahe)/Krone (Brahe))                          |
| Strecke (außer Betrieb) · Kopfbahnhof Streckenende (Strecke außer Betrieb) | 24,2                | Koronowo Wąskotorowe (Crone a.d. Brahe/Krone (Brahe) Kreisbahn) | Koronowo Wąskotorowe (Crone a.d. Brahe/Krone (Brahe) Kreisbahn) |
| Strecke (außer Betrieb) |                     | nach Tuchola (Tuchel)                                           | nach Tuchola (Tuchel)                                           |

Die Schmalspurbahn Bydgoszcz–Koronowo (Bromberg–Crone an der Brahe) war die wichtigste Strecke der Bromberger Kreisbahn.

## Verlauf
Die Strecke begann am Schmalspurbahnhof von Bydgoszcz (Bromberg) und verlief nordwärts über Smukała (Mühlthal/Mühltal (Kr Bromberg); km 7,3), den Beginn der Zweigstrecke Richtung Maksymilianowo, Morzewiec (Marthashausen/Martashausen; km 12,3), den Beginn der Zweigstrecke nach Kasprowo–Wierzchucin Królewskie, und Gościeradz (Goscieradz/Schmiedenau; km 17,5), den Beginn einer Verbindungsstrecke zur letzterwähnten Strecke, zum Schmalspurbahnhof von Koronowo (Crone a. d. Brahe/Krone (Brahe) Kreisbahn; km 24,2). Kurz vor Koronowo wurde die Brahe überquert.

## Geschichte

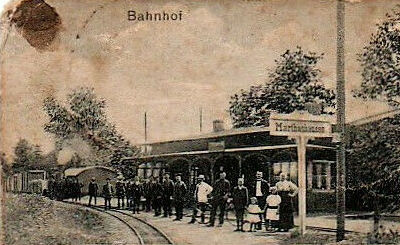
Bahnhof in Marthashausen (Morzewiec), 1916

Die Strecke wurde am 18. Mai 1895 von der Bromberger Kreisbahn eröffnet und stellte die erste Anbindung der Stadt Crone an der Brahe an das Eisenbahnnetz dar, die normalspurige Strecke von Tuchel wurde erst 1909–1914 in Betrieb genommen.
Im Sommer 1914 verkehrten drei Zugpaare täglich mit einer Fahrzeit von ungefähr einer Stunde und vierzig Minuten. Nach dem Ersten Weltkrieg und dem Versailler Vertrag wurde die Strecke polnisch, die Fahrzeit sank bald bei den meisten Zügen auf eine Stunde und zwanzig Minuten. Durch den Einsatz von Triebwagen sank die Fahrzeit bis Mitte der 1930er Jahre auf teils knapp unter einer Stunde. Diese Fahrzeiten wurden weder unter deutscher Besatzung 1939–1945 noch im Nachkriegspolen wieder erreicht.
Im Gegensatz zu anderen 600-Millimeter-Schmalspurbahnen wurde die Strecke nicht auf eine breitere Spurweite umgespurt, sondern zwischen Bydgoszcz und Morzewiec am 30. September 1969 stillgelegt. Der Rest der Strecke wurde am 1. Juli 1991 eingestellt, nachdem der Personenverkehr wohl auch schon 1969 eingestellt worden war. Zwischen Gościeradz und Koronowo und somit über die Brücke bei Koronowo verläuft ein Radweg.